# هند أبو السعود
هند أبو السعود (12 مايو 1935 - 29 سبتمبر 2015) هي إعلامية ومقدمة برامج مصرية.

## حياتها
ولد في 12 مايو 1935 بالسويس في الحي الغربي، لأب يعمل مهندسًا، وكان الحي يسكنه الإنجليز والإيطاليون في ذلك الوقت، شجعها أبيه على القراءة والثقافة منذ صغرها واهتمت بالتاريخ، وبعد العدوان الثلاثي علي السويس سافرت مع العائلة إلى القاهرة، عاشت في بيت جدها، وتربت معه وكانت تعود في الإجازة إلى بيت والدها في السويس، التحقت بمدرسة الحلمية الابتدائية ثم الثانوية، وكانت الثانوية العامة في ذلك الوقت خمس سنوات للأولاد، وست سنوات البنات، وحين عين طه حسين وزيرًا للمعارف، قرر مساواة البنات بالأولاد، وحصلت على الثانوية العامة في خمس سنوات عام 1950، وكانت أصغر من أبناء جيلها، إلتحقت بكلية الاداب جامعة القاهرة قسم اللغة الإنجليزية في سن الخمسة عشر سنة 1950 وتخرجت عام 1954. تزوجت من المؤرخ والكاتب الصحفي محسن محمد، والذي شغل رئيس مجلس إدارة ورئيس تحرير جريدة الجمهورية. وأبنتها ميرفت محسن رئيسة قناة النيل الدولية، وحفيدتها رحمة زين صحفية وناشطة.

## مسيرتها
- تعد هند من الرواد الأوائل بالتليفزيون المصري، الذى صنع أمجاد التليفزيون وترك بصمة لدى كل المشاهدين.[5]
- اثّرت في الجمهور بشكل كبير وارتبط اسمها في اذهان الملايين .[11]
- كانت تدرك أهمية العمل الصحفى، وتتدربة في وكالات الأنباء المختلفة.[12]
- بدأت محررة في وكالة أنباء الشرق الأوسط لفترة، ثم عملت في وكالة أجنبية لفترة .[13]
- تقدمت للعمل في التليفزيون في بداية انشائه واجتازت الاختبارات بالتليفزيون المصري في ذلك الوقت، والتحقت بالعمل في قسم الأخبار حيث عملت في التليفزيون مساعد مخرج للنشرة، ثم أصبحت فيما بعد مخرجة برامج.[14]
- تعد هند أول مخرجة لنشرات الأخبار في التليفزيون المصري.[15]
- تدربت على يد استاذها الإذاعى سعد لبيب.[16]
- بدأت عملها مذيعة بقطاع الاخبار للنشرة بد النجاح في الاختبارات، بإقتراح وترشيح من زملاؤها الإعلامية همت مصطفى والإعلامية سميرة الكيلاني.[17]
- انتقلت بعدها للعمل كمذيعة منوعات، وقدمت أشهر برنامج منوعات في التليفزيون المصرى بعنوان جولة الكاميرا في فترة الثمانينيات من القرن العشرين.[18]
- تولت عدة وظائف قيادية من مراقب منوعات إلى رئيس قسم المنوعات بالتليفزيون ورئيس القناة الأولى، وأخيرا منصب نائب رئيس التليفزيون المصري.[19]
- عملت على تطوير العمل بالقناة الاولى وخريطة البرامج والتأكيد على أهمية البرامج الحوارية ، وكذلك البرامج الثقافية والتوعية والمنوعات منها برنامج تاكسى السهرة وفيلم الأسبوع وغيرهما.[20]
- شاركت في تطوير العمل بالتلفزيون منذ الالتحاق به حتى عندما تولت المناصب القيادية بدءاً من الهيكلة وتطوير القطاعات المختلفة على مستوى الفنيين والأخراج والتحرير والتقديم، وتقديم البرامج واستحداث برامج جديدة هادفة تلمس الحياة اليومية وأخري ثقافية ورياضية واقتصادية والاخبارية وزيادة ساعات البث والانتاج.
- شاركت في فيلمين هما فيلم مين يقدر على عزيزة عام 1975، من إخراج أحمد فؤاد، وفيلم كان وكان وكان عام 1977، من إخراج عباس حلمي.[21]
- ظلت تقدم برنامج جولة الكاميرا واستمر البرنامج، حتي أرتدت الحجاب وإستبعادها التليفزيون المصري، لعدم قبولها بعمل مذيعات محجبات، وقيلت في أحدي اللقاءت أن بعد إستبعادها عن التلفزيون المصري أن الرئيس السابق حسني مبارك عندما راها ترتدي الحجاب قال لها «اللي أنتي لابساه دا شيلي الحجاب دا فردت هند طب وأقول له أيه قال لها هو مين فقالت ربنا» فأمر بعدم ظهورها على التلفزيون مرة أخري.[22][23]

## برنامج جولة الكاميرا
- كان صاحب فكرة برنامج جولة الكاميرا زوجها الكاتب الصحفى محسن محمد[24]، حيث اقترح عليها أن تكون الفقرات قصيرة، وتقدمت بالفكرة للاستاذ سعد لبيب فطلب حلقة تجريبية، فقدمت حلقة في 45 دقيقة، وبها 15 أو 20 فقرة، كان البرنامج تجديد في برامج المنوعات، وهو أول برنامج منوعات ثقافية يخرج المشاهد فيه بمعلومة، واختيار يوم الأحد من كل أسبوع لعرض البرنامج، بسبب شكاوى أصحاب المحلات من عدم مشاهدتهم البرنامج في باقي الأيام[24]، وجاءتها خطابات تطلب عرض البرنامج يوم الأحد فلبت الطلب.[25]